# Czegei Carla
Blomberg Carla, írói nevén Czegei (Gardánfalva, 1907. április 19. – NSZK, 1983) ifjúsági írónő.

## Életútja
Apja báró Blomberg Frigyes, anyja cegei Wass Erzsébet (1879–1947) volt. A két világháború között a Pásztortűz, Ellenzék, Keleti Újság közölte verseit és prózai írásait. A Kemény Zsigmond Társaság (KZST) tagja volt. Bözsi című ifjúsági regényét (egy őz története) Vásárhelyi Z. Emil rajzaival az ESZC adta ki (Kolozsvár, 1939). Szamosújváron, majd az NSZK-ban telepedett le.